# 1838 au Bas-Canada
Cet article traite des événements survenus en 1838 au Bas-Canada. 

## Événements

### Février
- 28 février : Lecture de la Déclaration d'indépendance du Bas-Canada.

### Mars
- 13 mars : Victoire britannique sur les Patriotes à la bataille de La Chaudière.

### Mai
- 27 mai : L’envoyé du gouvernement britannique, John George Lambton, Lord Durham, arrive à Québec.

### Juin
- 11 juin : La Société des Vingt et un accoste sur le territoire de l'actuel secteur Grande-Baie de l'arrondissement La Baie (Ville de Saguenay) marquant l'ouverture du Saguenay-Lac-Saint-Jean à la colonisation.
- 28 juin : l’amnistie est proclamée pour tous les prisonniers, exception faite de 8 personnes exilées aux Bermudes.

### Novembre
- 3 novembre : Les Frères chasseurs se mobilisent à Beauharnois, Sainte-Martine, Saint-Constant, Terrebonne, Montarville, Sorel, Saint-Athanase, Saint-Mathias et Napierville.
- 4 novembre : Nouvelle proclamation de la loi martiale.
- 5 novembre : Les Patriotes de Beauharnois s’emparent du bateau à vapeur « Brougham ».
- 7 novembre : Défaite des « Frères chasseurs » à la bataille de Lacolle.
- 9 novembre : succès des Patriotes au Camp Baker. Les frères chasseurs attaquent des Loyalistes retranchés à Odelltown, mais ils doivent se retirer au bout de deux heures de combat. Fin de l'insurrection. Fuite de Robert Nelson aux États-Unis.
- 27 novembre : institution d’une cour martiale afin de juger 108 accusés.
- 21 décembre 1838 - Pendaison de Joseph-Narcisse Cardinal et de Joseph Duquette à la Prison du Pied-du-Courant.

### Décembre
- 21 décembre 1838 : Pendaison de Joseph-Narcisse Cardinal et de Joseph Duquette à la Prison du Pied-du-Courant

## Naissances
- 5 avril - George-Édouard Desbarats (inventeur et imprimeur)
- 28 avril - François-Xavier-Anselme Trudel (politicien)
- 22 juin - James William Bain (marchand et politicien) († 27 octobre 1909)
- 17 juillet - Joseph-Alfred Mousseau (premier ministre du Québec)
- 11 septembre - George Ball  († 30 mai 1928)
- 7 décembre - Médéric Lanctôt (journaliste)
- 24 décembre - Francois Langelier (lieutenant-gouverneur du Québec) († 8 février 1915)

### Articles généraux
- Chronologie de l'histoire du Québec (1791 à 1840)
- L'année 1838 dans le monde

### Articles sur l'année 1838 au Bas-Canada
- Rébellion des Patriotes
- Chronologie des rébellions des Patriotes
- Déclaration d'indépendance du Bas-Canada
- République du Bas-Canada